# Semence (rivière)
Pour les articles homonymes, voir Semence.
La Semence est un cours d'eau du département de Saône-et-Loire en région Bourgogne-Franche-Comté et un affluent gauche de l'Arconce, donc un sous affluent de la Loire.

## Géographie
De 19,3 km de longueur, la Semence prend source sur la commune de Verosvres, à l'Étang des Champs, à 365 m d'altitude et conflue en rive gauche de l'Arconce sur la commune de Charolles, en centre-ville, à 278 m d'altitude.

## Communes et cantons traversés
Dans le seul département de Saône-et-Loire, la Semence traverse cinq communes et deux cantons :
- dans le sens amont vers aval : Verosvres (source), Beaubery, Vendenesse-les-Charolles, Vaudebarrier, Charolles (confluence).

Soit en termes de cantons, la Semence prend source dans le canton de Saint-Bonnet-de-Joux, et conflue dans le canton de Charolles, 
le tout dans l'arrondissement de Charolles.

## Affluents
La Semence a deux tronçons affluents référencés :
- le Ruisseau de la Carrèze (rd), 5,4 km sur les trois communes de Saint-Bonnet-de-Joux, Beaubery, Suin.
- le Gâ ou ruisseau de Saint-Brancher (rd), 9 km sur les trois communes de Saint-Bonnet-de-Joux, Suin, Vendenesse-les-Charolles avec un affluent :
  - le ruisseau de Saint-Brancher (rg), 1,5 km sur les deux communes de Saint-Bonnet-de-Joux, Vendenesse-les-Charolles.

Le rang de Strahler est donc de trois.